# Edita Keglerova
Edita Keglerova (ca. 1975) is een Tsjechisch klaveciniste en orgeliste.

## Levensloop
Keglerova behaalde haar diploma klavecimbel in de Kunstacademie van Praag bij Giedré-Lukšaité Mrázková. Ze studeerde verder aan het Koninklijk Conservatorium van Den Haag bij Jacques Ogg, waar ze diploma's behaalde voor solospel en voor kamermuziek. In 2002 studeerde ze aan de Royal Academy of Music in Londen, waar ze zich vooral toelegde op basso continuo, clavichord en pianoforte. In September 2003 studeerde ze opnieuw aan de Kunstacademie van Praag als voorbereiding op een doctoraat over de theorie van het interpreteren. Ze nam ook geregeld deel aan meestercursussen gegeven door bekende klavecimbelspelers.
In 1997 won ze de Eerste prijs voor duo op orgelpositief, samen met Iva Štrynclová op de internationale orgelwedstrijd in het kader van het Festival Musica Antiqua in Brugge. In 2001 nam ze in ditzelfde kader deel aan de klavecimbelwedstrijd en behaalde er een eervolle vermelding. In 1998 werd ze samen met Iva Štrynclová finaliste op de internationale wedstrijd The Platform of Young Interprets TIJI jaarlijks georganiseerd door de Europese Unie van Radiostations (Brussel). 
Ze concerteerde, als soliste of begeleidster, met Tsjechische ensembles voor kamermuziek. Ze maakt ook deel uit van verschillende ensembles, zoals het Praagse Barokensemble en het Hanbarne Barokensemble, met wie ze optrad in Tsjechië en in andere landen. Ze doceert aan de Jan Neruda Muziekschool in Praag. 
Met het Praags Barokensemble trad ze op in Japan. In 2005 trad ze op in Londen, in het G. F. Händel Museum en in Chearsley in de St. Nicolas Church. In 2006 trad ze op in Bamberg. In januari 2007 trad ze op tijdens het openingsconcert van het festival in het Kasteel van Praag. Ze heeft tijdens heel wat Tsjechische festivals gespeeld (Smetana´s Litomysl International Opera Festival, Festival of Chamber Music in Český Krumlov, Dvořák Music Festival Nelahozeves, Antonín Dvořák Music Festival in Příbram, Dvořák Music festival Olomouc) alsook op festivals in andere landen (Duitsland, Verenigd Koninkrijk, Nederland, Polen).

## Discografie
- CD met vier concerto's van J.A. Benda.